# René Jager
Pour les articles homonymes, voir Jager et De Jager ou De Jaeger.
René Jager, né le 8 mars 1909 à Richeling (district de Lorraine) et mort le 28 juillet 1983 à Cagnes-sur-Mer (Alpes-Maritimes), est un homme politique français. 

## Biographie
René Jager est né le 8 mars 1909 à Richeling ; ses premières années ont pour cadre une Moselle qui fera partie du Reich allemand jusqu'en 1918. Fils d'instituteur, l'éducation qu'il reçoit est inspirée par un catholicisme à la fois "ouvert" et traditionnel dans un milieu villageois partagé entre catholiques et protestants. Après le retour de l'Alsace-Moselle à la France, il apprend le français au petit séminaire de Metz. Il oriente ses études supérieures vers le journalisme. Diplômé de l'Institut des Sciences Politiques, René Jager entre à l'Ecole supérieure de Journalisme de Lille. À l'issue de ses études, il entre au journal "Le Lorrain" à Metz.
Il est mobilisé en septembre 1939 dans les services des Télégrammes et Transmissions. Démobilisé à l'été 1940, il fuit la Moselle qui va être réintégrée dans le 3e Reich et trouve un emploi à Bourg en Bresse. Sa famille est expulsée (comme 100 000 autres alsaciens-mosellans) et se réfugie en Dordogne où elle est hébergée dans un camp de regroupement à Creysse (Dordogne) où il la retrouve. Dans l'Ain où se sont retrouvés de nombreux mosellans, il crée une association des expulsés d'Alsace-Moselle et rencontre Robert Schuman, échappé de la prison de Neustadt où il a été mis en résidence surveillée par les allemands, et le met à l'abri des recherches. Il  participe ainsi au comité lorrain qui se met en place à Lyon avec les anciens députés Robert Schuman et Robert Sérot, Ségolène de Wendel, Gabriel Hocquard, maire de Metz, le commissaire de police Charles-Albert Watiez, Paul Durand, ancien conseiller municipal de Metz et futur adjoint, rédacteur en chef du quotidien messin Le Lorrain, ainsi que le docteur Melchior.
A la Libération, René Jager retrouve la Moselle et prend en charge les œuvres d'entraide en faveur de ceux dont les biens ont été détruits pendant le conflit. Il entre au "Courrier de Metz", quotidien bilingue dont il est rédacteur en chef. Il entreprend alors une carrière politique, dans le sillage de Robert Schuman en Moselle, qui va le faire accéder aux divers mandats d'une vie publique régionale et nationale. Il est élu conseiller général du canton de Fénétrange en septembre 1945, et conservera ce mandat jusqu'en 1976. En mars 1950, il complète son implantation politique locale en devenant maire de Fénétrange, mandat qu'il conservera jusqu'en 1977.
Le 26 avril 1959, à la faveur du passage à la Ve République, il est élu au 1er tour avec toute sa liste au Sénat.
René Jager siègera parmi les divers groupes centristes jusqu'en 1983.  Il rejoint la commission des affaires économiques et du Plan et se distingue comme parlementaire très actif. L'une de ses premières interventions porte sur les modalités du rattachement économique de la Sarre à l'Allemagne. Il devient rapporteur de la loi de finances pour 1960 s'agissant des questions sahariennes. En février 1960, il accorde les pouvoirs spéciaux au gouvernement pour rétablir l'ordre en Algérie au lendemain de la semaine des barricades.Il effectue diverses missions parlementaires au Sahara et en Nouvelle-Calédonie. Il est choisi comme rapporteur pour l'industrie, le commerce et l'artisanat du IVème plan en 1962.
Rapporteur des questions industrielles dans les projets de lois de finances de 1965 à 1970, il s'intéresse en particulier au dossier de l'énergie. Il vote pour l'adoption de la loi sur la réforme des régimes matrimoniaux (mai 1965), pour l'adoption de la pilule abortive (décembre 1967) et approuve la création des régions (juin 1972).
René Jager qui maîtrise parfaitement l'allemand préside pendant de nombreuses années le groupe d'amitié France-RFA du Sénat. Il est élu pour 3 ans questeur du Sénat, le 5 octobre 1971.
Réélu au Sénat en 1974, il siège à la commission des affaires étrangères, de la défense et des forces armées de 1974 à 1979 et il est chargé de plusieurs rapports sur des conventions conclues entre la France et ses anciennes colonies en 1975. Il intervient sur des sujets qui lui sont familiers tels que la défense des consommateurs ou la situation des industries sidérurgiques et textiles. Nommé à la Commission des Finances en octobre 1977, il est rapporteur spécial pour les DOM-TOM des lois de finances de 1978 à 1981.
Partisan passionné du rapprochement franco-allemand, René Jager siège comme titulaire à l'Assemblée parlementaire du Conseil de l'Europe de 1977 à 1982. En raison de ses convictions religieuses, il critique les projets de réforme de l'enseignement du gouvernement Mauroy en juin 1982, vote contre la loi sur l'interruption volontaire de grossesse en décembre 1974. Il se prononce contre l'abolition de la peine de mort en septembre 1981.
Il disparait en fin de mandat là où il avait choisi de se retirer.

## Détail des fonctions et des mandats
Mandats locaux
- de 1959 à  1977 : Maire de Fénétrange
- de 1945 à  1976: Conseiller général du canton de Fénétrange

Mandats parlementaires
- 26 avril 1959 - 26 septembre 1965 : Sénateur de la Moselle
- 26 septembre 1965 - 22 septembre 1974 : Sénateur de la Moselle
- 22 septembre 1974 - 28 juillet 1983 : Sénateur de la Moselle